# Peenestrom
Peenestrom er den vestlige udmundingsarm af floden Oder, der forbinder Stettiner Haff og Østersøen, og ligger den nordlige del af Landkreis Vorpommern-Greifswald i den tyske delstat Mecklenburg-Vorpommern. Den har navn efter floden Peene, der munder ud fra vest i et lille delta ved Anklam. Peenestrom adskiller øen Usedom fra fastlandet og er 42 km lang. Ved udløbet ved Stettiner Haff er den ganske smal men udvider sig så til den store sø Achterwasser, men smalner ind igen ved Wolgast og udmunder i Østersøen neden for Peenemünde. Ud for udmundingen ligger den lille ø Ruden.

## Eksterne kilder og henvisninger
1. ↑  Peene(strom), i Nordisk familjebok, 2:a upplagan (1915)

- Wikimedia Commons har flere filer relateret til Peenestrom

54°04′11″N 13°47′37″Ø / 54.0697°N 13.7936°Ø